# Australiopalpa
Australiopalpa là một chi bướm đêm thuộc họ Gelechiidae.